# Saneatsu Mushanokōji
Saneatsu Mushanokōji (jap. 武者小路 実篤 Mushanokōji (rzadko Mushakōji) Saneatsu; ur. 12 maja 1885 w Tokio, zm. 9 kwietnia 1976 w Tokio) – japoński pisarz, dramaturg, poeta, artysta i filozof aktywny w okresach Taishō i Shōwa.

## Życie
Żaden inny pisarz grupy Shirakaba („Biała Brzoza”, grupa literatów i nazwa pisma przez nich wydawanego) nie mógł poszczycić się tak wybitnym pochodzeniem, jak Mushanokōji. Jego korzenie sięgają poetów i uczonych z okresu Muromachi: Sanetaki Sanjōnishi i Saneeda Sanjōnishi (1575-1640).
W wieku XVII przodek Saneatsu, Kintane Mushanokōji (1632-1692), drugi syn Saneedy założył nowy klan, którego nazwę i swoje nazwisko Mushanokōji zaczerpnął od nazwy ulicy, na której znajdowała się jego rezydencja.
Ojciec Saneatsu, Saneyo (1851-1887), był jednym z najinteligentniejszych arystokratów dworskich, pierwszym, który posiadał publiczny adres. W 1873 r. został wysłany na zagraniczne studia. Podczas swojego pięcioletniego pobytu w Niemczech nauczył się niemieckiego w stopniu pozwalającym mu czytać literaturę. Saneatsu był ostatnim, ósmym dzieckiem, ale tylko trzecim, które przeżyło. Śmierć ojca, podczas gdy był wciąż tylko niemowlakiem pozbawiła go ojcowskiej miłości a także finansowego wsparcia z jego strony.
Dorastał w domu zdominowanym przez dwie srogie, stare kobiety. Jedna była panią domu od strony dziadka ojca, a druga od strony dziadka matki. Obydwie pastwiły się nad jego matką, ale ta była zdeterminowana wychować syna tak, aby mógł, zgodnie z życzeniem jego umierającego ojca, zostać jedynym w swoim rodzaju na świecie.
Mushanokōji nie wiedział o ciągłych zmaganiach finansowych swojej matki. Oderwanie od przyziemnych spraw, czasem skutkujących finansową nieodpowiedzialnością było charakterystyczne dla jego późniejszego życia. Mushanokōji został wysłany do szkoły Gakushūin, w której uzyskał imponujące wyniki.
W roku 1903 dziewczyna o imieniu Tsuru, w której skrycie kochał się Saneatsu opuściła Tokio wraz z rodziną. W tym samym roku zaczął czytać Biblię i Tołstoja, co zaważyło na jego rozwoju. Przez kolegów z klasy nazywany był „Tołstojem”, próbował naśladować Rosjanina, nosząc najprostsze ubrania, nie używając piecyka w zimie i jedząc jeden posiłek na dzień.

## Studia i początki twórczości

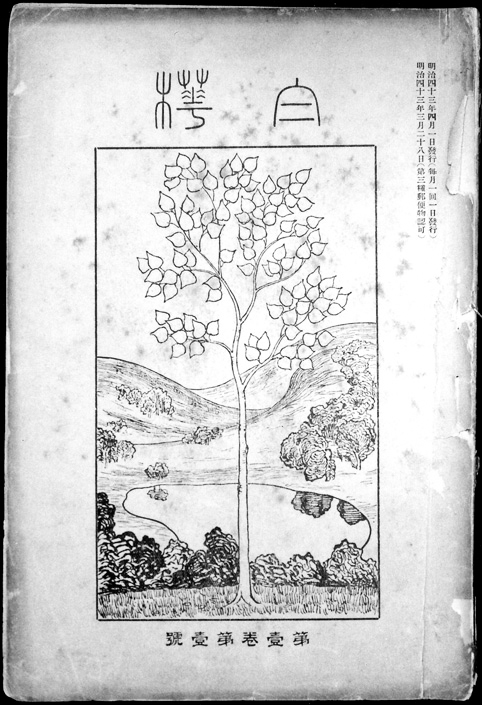
Strona tytułowa pierwszego wydania pisma „Shirakaba”

Uczył się w elitarnej szkole Gakushūin, a w roku 1906 rozpoczął studia socjologiczne na Uniwersytecie Tokijskim. Nie spodobało mu się studiowanie, uważał je za stratę czasu, ale cieszył się z obcowania z kolegami, z którymi spotykał się raz w miesiącu na zebraniach (pierwsze w 1907 r.), na których czytali na głos swoje prace. W 1910 roku założył wraz z kolegami pismo „Shirakaba”, a w 1918 roku – utopijną komunę Nową Wieś (Atarashiki mura). Był zwolennikiem indywidualizmu i liberalizmu. Wydawał pismo „Daichōwa” („Wielka harmonia”), w którym przedstawiał poglądy wyrażające optymizm, afirmację życia i Tołstojowską koncepcję miłości bliźniego.
Jednak z biegiem czasu, wraz z narastającym zniecierpliwieniem spowodowanym zaangażowaniem w pisanie, niechęć do studiów wzrastała i w końcu je rzucił. Było to w tym samym czasie, w którym czwórka młodych pisarzy myślała o wydaniu magazynu. Zanim to nastąpiło Mushanokōji prywatnie wydał (dzięki pieniądzom brata) zbiór esejów „Arano” (1908). Recenzje książki były w przeważającej liczbie niepochlebne.

## Twórczość
Filozof, publicysta i tłumacz, Chōkō Ikuta (1882-1936), w roku 1916 opublikował uszczypliwą krytykę, wybierając Mushanokōjiego jako ofiarę. Stwierdził, że w pracach publikowanych w czasopiśmie są jakieś wartościowe dzieła, ale zdecydowanie przyćmiewają je złe, szczególnie Mushanokōjiego. Są one krokiem wstecz, w kierunku literackiej niedojrzałości. Saneatsu nie przejął się tą krytyką, jako że po fali krytycznych głosów, zaraz po opublikowaniu „Omedetaki hito” (1910), uodpornił się na takie ataki.
14 listopada 1918 roku, w dniu urodzin rzeźbiarza Auguste'a Rodina, wielbionego jako twórcę sztuki humanitaryzmu oficjalne „otworzono” „Nową Wieś”. Już od samego początku spadł na Saneatsu grom krytyki. Ten jednak nie przejął się tym, ochoczo odpowiadał na uwagi. Pomimo tego projektu Mushanokōji nie zaniechał pisania. W 1919 roku napisał „Kōfukumono” (Szczęściarz), pracę która dostarczała pisemnego autorytetu, co jak sam nazywał, „swego rodzaju ruchowi religijnemu”. Dzieło to nie wzbudziło wielkiego zainteresowania. W tym samym roku napisał też „Yūjō” (Przyjaźń), miłosną historię nieszczęśliwej miłości mężczyzny przypominającego samego autora. Pomimo braków w umiejętności charakteryzacji i tworzenia napięcia, powieść utrzymała swoją popularność, szczególnie wśród młodzieży. Szlachetność i powaga charakterów była dla nich wabikiem, którego brakowało w dziełach naturalistycznych.
W roku 1926 opuścił „Nową Wieś” i przeniósł się do Nary. Do 1939 roku trwała jego „era bezrobocia”. Zamówienia na artykuły i opowiadania drastycznie spadły i był zmuszony do chodzenia po wydawnictwach w poszukiwaniu możliwości sprzedania swoich dzieł. Udało mu się to z wielką firmą Kōdansha. Jednakże wciąż nie odzyskał swojej poprzedniej pozycji w świecie literackim i z pewnością nie był jednym z niewielu Japończyków, którzy mogliby pozwolić sobie na podróż za granicę. Pomimo tego w 1936 roku, w odpowiedzi na zaproszenie brata, wówczas ambasadora Japonii w Niemczech, pojechał do Europy i napisał sprawozdania z podróży, włączając w to artykuły na temat igrzysk olimpijskich.
W tamtym czasie zyskał nową reputację artysty. Jego wizyty w europejskich galeriach paradoksalnie obudziły w nim zainteresowanie sztuką orientalną. Wtedy też zaczął uważać, że wyrażanie się poprzez literaturę jest mniej bezpośrednie od malarstwa w przekazywaniu ducha i emocji artysty. Co więcej, jest też mniej uniwersalne, choćby z tego powodu, że barierę stanowi język. W 1942 roku napisał powieść „Akatsuki”, która przedstawiała sędziwego malarza, duchem podobnego do niego samego. W rzeczywistości, autor specjalizował się w malowaniu ziemniaków i dyń.
Jego ostatnią pracą napisaną w duchu powieściowym była „Ai to shi” (Miłość i śmierć, 1939). Fabuła skupia się na młodym pisarzu, który zakochuje się w młodszej siostrze swojego przyjaciela. Historia przypomina fabułę „Przyjaźni”, ale w odróżnieniu od niej, w „Ai to shi” uczucia głównego bohatera są odwzajemnione.
Pod wpływem wizyty zagranicznej Mushanokōji stopniowo uświadamiał sobie, jak unikalne znaczenie ma japońska kultura, co jeszcze bardziej można było zauważyć w okresie zbliżającej się wojny. Po japońskim ataku na Pearl Harbor, Mushanokōji stwierdził: W końcu nadszedł czas, gdy mogę spokojnie umrzeć. Jest to dosłownie święta wojna. Z pewnością urodziłem się w pomyślnych czasach. Współczuję ludziom, którzy zmarli odrobinę za wcześnie. W czasie trwania wojny pisał artykuły wyśmiewające Amerykanów i chwalące wojnę, twierdząc że wybawi ona Azję od Europejczyków. Saneatsu Mushanokōji został zapamiętany dzięki ideom humanitarnym, a nie fikcyjnym dziełom.

## Wybrane dzieła[3]
- Yoshiko (1908)
- Seken shirazu (Nie znam świata, 1912)
- Sono imōto (Jego siostra, 1915)
- Atarashiki mura (Nowa Wieś, 1918)
- Kōfukumono (Szczęściarz, 1919)
- Yūjō (Przyjaźń, 1919)
- Aru otoko (Pewien mężczyzna, 1921-1923)
- Ningen banzai (Niech żyje człowiek, 1922)
- Aiyoku (Pożądanie, 1926)
- Ai to shi (Miłość i śmierć, 1939)
- Kōfuku na kazoku (Szczęśliwa rodzina, 1940)
- Shinri sensei (Pan Prawda, 1951)